# 5490 Burbidge
Az 5490 Burbidge (ideiglenes jelöléssel 2019 P-L) a Naprendszer kisbolygóövében található aszteroida. Cornelis Johannes van Houten,  Ingrid van Houten-Groeneveld és Tom Gehrels fedezte fel 1960. szeptember 24-én.